# العلاقات الكورية الشمالية الهندوراسية
العلاقات الكورية الشمالية الهندوراسية هي العلاقات الثنائية التي تجمع بين كوريا الشمالية وهندوراس.

## مقارنة بين البلدين
هذه مقارنة عامة ومرجعية للدولتين:
| وجه المقارنة                                              | كوريا الشمالية                        | هندوراس          |
| --------------------------------------------------------- | ------------------------------------- | ---------------- |
| المساحة (كم2)                                             | 120.54 ألف                            | 112.49 ألف       |
| عدد السكان (نسمة)                                         | 25.49 مليون                           | 9.27 مليون       |
| الكثافة السكانية (ن./كم²)                                 | 211.47                                | 82.41            |
| العاصمة                                                   | بيونغيانغ                             | تيغوسيغالبا      |
| اللغة الرسمية                                             | لغة كوريا الشمالية القياسية ‏          | اللغة الإسبانية  |
| العملة                                                    | وون كوري شمالي                        | لمبيرة هندوراسية |
| الناتج المحلي الإجمالي (بليون دولار)                      |                                       | 22.98 مليار      |
| الناتج المحلي الإجمالي (تعادل القوة الشرائية) بليون دولار |                                       | 41.14 مليار      |
| الناتج المحلي الإجمالي الاسمي للفرد دولار أمريكي          |                                       | 2.53 ألف         |
| الناتج المحلي الإجمالي للفرد دولار أمريكي                 |                                       | 4.91 ألف         |
| مؤشر التنمية البشرية                                      |                                       | 0.606            |
| رمز المكالمات الدولي                                      | +850                                  | +504             |
| رمز الإنترنت                                              | .kp                                   | .hn              |
| المنطقة الزمنية                                           | ت ع م+08:30، ت ع م+08:30، ت ع م+09:00 | 00               |

## منظمات دولية مشتركة
يشترك البلدان في عضوية مجموعة من المنظمات الدولية، منها:
| علم المنظمة | اسم المنظمة              | تاريخ انضمام كوريا الشمالية | تاريخ انضمام هندوراس |
| ----------- | ------------------------ | --------------------------- | -------------------- |
|             | الأمم المتحدة            | 17 سبتمبر 1991              | 17 ديسمبر 1945       |
|             | الاتحاد الدولي للاتصالات | ?                           | 27 أكتوبر 1925       |
|             | الاتحاد البريدي العالمي  | ?                           | ?                    |
|             | يونسكو                   | 18 أكتوبر 1974              | 16 ديسمبر 1947       |

## وصلات خارجية
- موقع وزارة الخارجية الكورية الشمالية
- موقع وزارة الخارجية الهندوراسية